# UFC 130
UFC 130: Rampage vs. Hamill fue un evento de artes marciales mixtas celebrado por Ultimate Fighting Championship el 28 de mayo de 2011 en el MGM Grand Garden Arena, en Las Vegas, Nevada.

## Historia
Este evento iba a ser el tercer encuentro entre Frankie Edgar y Gray Maynard y su segundo encuentro por el campeonato de peso ligero de UFC. Los dos se enfrentaron a principios de este año en UFC 125 donde la pelea terminó en empate dividido, y Edgar consiguió retener su título. Su primer encuentro en UFC Fight Night: Florian vs. Lauzon, Maynard se llevó la victoria por decisión unánime.
Más tarde se anunció el 9 de mayo que las lesiones en ambos obligó a cancelar la pelea. Edgar sufrió fractura de costillas, mientras que Maynard sufrió una lesión en la rodilla.
El 9 de febrero, se rumoreaba que Thiago Silva había sido expulsado de su pelea con Quinton Jackson y podría ser reemplazado por Rashad Evans. Silva indicó que él no estaba lesionado y estaba deseando tener su pelea con Jackson. Se anunció entonces que el proyecto del combate con Rashad Evans nunca estuvo cerca de ser firmado, y que haría que pelearía ante Matt Hamill.

## Premios extra
Cada peleador recibió un bono de $70,000.
- Pelea de la Noche: Brian Stann vs. Jorge Santiago
- KO de la Noche: Travis Browne
- Sumisión de la Noche: Gleison Tibau